# Santa María Ixhuatán
Santa María Ixhuatán – niewielka miejscowość na południowym wschodzie Gwatemali, w departamencie Santa Rosa. Według danych szacunkowych z 2012 roku liczba mieszkańców wynosiła 3031 osób. 
Santa María Ixhuatán leży około 23 km na południowy wschód od stolicy departamentu – miasta Cuilapa. Miejscowość leży na wysokości 1343 metrów nad poziomem morza, w górach Sierra Madre de Chiapas, w odległości około 40 km od wybrzeża Pacyfiku. 

## Gmina Santa María Ixhuatán
Miejscowość jest także siedzibą władz gminy o tej samej nazwie, która jest jedną z czternastu gmin w departamencie. W 2012 roku gmina liczyła 21 042 mieszkańców. Gmina jak na warunki Gwatemali jest niewielka, a jej powierzchnia obejmuje 113 km². 
Mieszkańcy gminy utrzymują się głównie  z  uprawy roli i hodowli zwierząt a także z rzemiosła artystycznego. W rolnictwie dominuje uprawa kawy, kukurydzy, fasoli oraz na mniejszą skalę ryżu. Ponadto na terenie gminy jest znacząca produkcja owoców bananowaca i chamedory kostarykańskiej.  
Klimat gminy jest równikowy, według klasyfikacji Köppena, należy do klimatów tropikalnych monsunowych (Am), z wyraźną porą deszczową występującą od maja do października. Średnie roczne opady zawierają się w przedziale pomiędzy 2000 a 4000 mm.